# Bloud
Bloud je opera (zpěvohra) (Op. 158) o sedmi obrazech českého skladatele Josefa Bohuslava Foerstera na vlastní libreto na námět povídky Dva starci Lva Nikolajeviče Tolstého. Poprvé byla provedena dne 28. února 1936 v Národním divadle v Praze.

## Vznik a historie díla
Josef Bohuslav Foerster napsal svou poslední operu opět na vlastní libreto v letech 1935–36. V době její kompozice byl již stár (přes 75 let) a po smutku a úzkosti, kterými se vyznačují jeho díla ze 20. let 20. století, nalezl smírný, harmonický tón, jak svědčí jeho skladby z počátku 30. let – 5. symfonie, duchovní opera Svatý Václav, dvacet sborových písní pro mužský sbor nebo melodram Romance štědrovečerní. Podobným výrazem se vyznačuje i Bloud, ve kterém Foerster došel nejdále v tendenci vlastní jeho operám, totiž přetavení vnějšího děje v duchovní podobenství.
Objemné dílo vzniklo poměrně rychle, v průběhu necelého roku, a bylo i okamžitě uvedeno v pražském Národním divadle. Opera byla přijata s povinnou úctou k tehdejšímu doyenovi české hudby a kritika ji velmi oceňovala, ale nedostatek dramatického děje i její mystické a antiintelektuální poselství, jež bylo podle L. Šípa ve Foersterově době „žel už neúčinné a překonané“, a možná i jeho „urputné lpění na hudebním jazyku 19. století“ byly překážkou přijetí obecenstvem.
V kontextu české hudební tvorby lze Blouda označit za „poslední dozvuk novoromantické epochy“ (Anna Hostomská).

## Charakteristika díla
Téma opery i některé hlavní dějové prvky převzal z Tolstého povídky Dva starci z roku 1885, která líčí cestu dvou prostých mužiků Efima Ševelova a Eliseje Bodrova do Svaté země. Oba chtějí plně prožít svou zbožnost, ale cestou dojdou do nuzného kraje. Elisej se zastaví, pomáhá obyvatelům, a když mu dojdou peníze, vrátí se spokojen domů. Efim skutečně dojde do Jeruzaléma. Tam uzří zázračné zjevení svého druha a pochopí, že to on skutečně dokonal svou pouť za Kristem.
Ve Foersterově opeře odpovídají Efimovi oba poutníci nesoucí česká poustevnická jména Prokop a Ivan, ačkoli jejich charaktery jsou rozrůzněny: proti přísnému a důslednému Prokopovi má v sobě Ivan něco ze soucitu a lidskosti Eliseje. Jejich protipólem je však vysmívaný, „bláznivý“ vesnický chlapec Vít, který je i ústřední, ba titulní postavou díla. Zachována zůstala základní myšlenka Tolstého díla, se kterou se Foerster ztotožňoval, totiž že křesťanský čin prostého člověka platí více než hlubokomyslná intelektuální víra, že dobrý čin zmůže více než dobrý úmysl.
Libreto opery nemá souvislý dramatický děj, rozpadá se do sedmi obrazů, z nichž každý je poměrně samostatnou epizodou. Ve většině z nich převládá lyrická atmosféra, ale co do obsahu dění jsou velmi různé. Nejvíce děje je v obraze pátém, který je současně nejrealističtější, přitom však veškeré epizody tohoto obrazu a veškeré postavy v nich vystupující mají jen ten význam, že ukazují Vítovi různé podoby lásky, a se samotným hlavním příběhem nijak nesouvisí. Na druhé straně obrazy třetí a šestý v podstatě žádný děj neobsahují a mají jen abstraktní, oratorní ráz. Z jazykového hlediska se libreto podle Františka Paly vyznačuje „lapidární hutností a klasickou prostotou“ a „vzorovou deklamací“, avšak je psáno velmi artistním, lumírovským jazykem. Poselství díla není vyjadřováno jevištním děním ani činy postav, ale maximami postavami pronášenými; to má nepříznivý vliv na dramatický účinek díla.
Vedle Víta, postavy „velké duševní šíře a záhadnosti“, jehož duchovní vývoj je vlastním tématem opery, a obou poutníků jako jeho protipólů jsou ostatní postavy jen epizodní (Jana a babička se objevují v dvou, matka, Marta, ponocný, Lidka, Václav, Hrubeš a Záhoř jen v jednom obraze ze sedmi). Úkolem řady z nich je poskytovat vzory jednotlivé druhy lásky, a tím přispívat k Vítovu duchovnímu poznání; pro Foerstera je typické, že nejvýše staví lásku mateřskou.
Hudba Blouda plyne více než v kterékoli jiné Foersterově opeře v jednolitém proudu. Jen zřídka se vyskytují náznaky uzavřených scén či árií (jen krátké, například Vítův žalozpěv za matku, babiččino vyprávění o snu nebo zpěv Jany „Smrt, vykoupení, ráj“ ve 4. obraze, duet milenců Václava a Lidky, závěrečná apostrofa lásky), spíše hudebně jsou vyzdvihnuty některé etické maximy pronášené postavami („Jen kdo miluje, žije“, „Je láska mateřská jak láska Boží, jež v každičký čin celé srdce vloží“, „Když nouze největší, Pán nejblíž jest“ apod.). Charakter duchovní opery, přibližující Blouda předcházejícímu Svatému Václavu, nesou zejména mohutné sborové scény s extatickým, vznešeným zpěvem, bohaté využití polyfonie a zapojení varhan do orchestrálního zvuku. Řada míst je naopak lyricky intimních; Foerster zvláště dokáže charakterizovat atmosféru noci a lesa, k nejlepšímu účinku ve „scherzo celeste“, mystické scéně ve 3. obraze, kterou ukončí idylická scéna s ponocným zpívajícím si píseň starobylého ražení. Na řadě míst se vyskytuje autocitace dřívějších děl – Foerster hudebně připomíná Evu, Jessiku, Srdce i Svatého Václava.
Foerster byl od počátku své umělecké dráhy velmi nábožensky založen a ve všech svých jevištních dílech viděl základní téma v očistné moci lásky, sebeobětování a slitování. Zejména v poslední z nich, Bloudovi, jsou všechny postavy i děj podřízeny základní eticko-náboženské myšlence; proto lze tuto operu označit za „českého Parsifala“.

## Inscenační historie opery
Celkem šest představení v rámci prvního nastudování v pražském Národním divadle roku 1936 bylo po dlouhou dobu jediných. Za komunismu překážela v uvedení díla jeho křesťanská idea. Na otázku, nakolik bylo oprávněné tvrzení z této doby, že Bloud je dílo „jako celek po dnešního posluchače sotva únosné“, se pokusilo nalézt odpověď druhé a dosud poslední nastudování této opery, jež připravilo Divadlo Josefa Kajetána Tyla v Plzni (premiéra 14. dubna 2001) v režii Michala Dočekala a pod taktovkou Jiřího Štrunce . Tato inscenace je zatím také posledním nastudováním některé z Foersterových oper na českém jevišti vůbec.

## Osoby a první obsazení
| osoba                                                                         | hlasový obor | premiéra (28.2.1936) |
| ----------------------------------------------------------------------------- | ------------ | -------------------- |
| Barbora, vdova po hajném                                                      | mezzosoprán  | Marie Veselá         |
| Vít, její syn                                                                 | tenor        | Josef Otakar Masák   |
| Prokop, rolník                                                                | baryton      | Jiří Huml            |
| Ivan, rolník                                                                  | bas          | Stanislav Muž        |
| Lidka, dcera Prokopova                                                        | soprán       | Naďa (Anna) Kejřová  |
| Václav, syn Ivanův                                                            | tenor        | Miloslav Jeník       |
| Hrubeš, bohatý sedlák                                                         | bas          | Luděk Mandaus        |
| Záhoř, jeho syn                                                               | baryton      | Zdeněk Otava         |
| Babička                                                                       | alt          | Marta Krásová        |
| Jana, její slepá vnučka                                                       | soprán       | Marie Budíková       |
| Marta, sousedka                                                               | mezzosoprán  | Marie Pixová         |
| Jonáš, ponocný                                                                | bas buffo    | Hanuš Thein          |
| Kněz                                                                          | bas          | Josef Celerin        |
| Vesnický lid a poutníci                                                       |              |                      |
| Dirigent: Otakar Jeremiáš, režisér: Ferdinand Pujman, scéna: František Kysela |              |                      |

## Děj opery

### 1. obraz
(Světnice vesnické chalupy pod pokácenou lesní strání, poledne) Barbora, chudá vdova po hajném, stojí u plotny a připravuje jídlo, přitom si dělá starosti o syna Víta. Tomu je již dvacet let, ale duši má stále prostou, dětskou. Všemu, co ví, se naučil od matky a miluje ji až ke zbožňování. Ani Barbora nezná na světě většího štěstí než své dítě. Avšak synova prostá a upřímná povaha vede u povrchních lidí k tomu, že je pokládán za slabomyslného, blouda Barbora však již cítí doléhat své stáří a co se s Vítem stane, až jednou umře? Navíc má chlapec neposednou, roztěkanou povahu a nejvíce času tráví v lesích, kam jej láká tajemná krása přírody. Matka jej marně vyhlíží z okna.
Tu se ozvou na zápraží kroky a Vít se vrací, odhazuje sekeru a ranec. Barbora ho vítá, vyptává se a sděluje mu své starosti, ale Vít pojídá připravený oběd mlčky. Pak teprve přeruší matčino stýskání. Není třeba dělat si starosti, on k životu nepotřebuje pozemské statky a posměch lidí mu nevadí, jen když má svou milovanou maminku a ochranu Boží. Ale jen co dojí, láká jej neodolatelně zpátky les, Vítova pohádková říše zalidněná skřítky a ledními žínkami.

### 2. obraz
(Před vraty vesnického hřbitova, pozdní odpoledne) Barbora zemřela. Práv skončil pohřeb a vesničané se rozcházejí. Rolníci Prokop a Ivan se loučí, protože vycházejí splnit svůj dávný slib, totiž dojít pěšky až k Božímu hrobu v Jeruzalémě. Sousedka Marta jim přeje šťastnou cestu. Byla by ráda šla s nimi, ale je už příliš stará a slabá. Pak hovoří o Barboře, jejím těžkém životě a její dobrotě, nepochybně si zaslouží spasení. Otázkou ale je, co bude s Vítem. Před lety prodělal těžkou nemoc a od té doby je slabý na duchu. Ivan by se o něj rád postaral, alespoň ze začátku. Řeč se stočí na děti obou poutníků, Prokopovu Lidku a Ivanova Václava, kteří mají před svatbou. Rolníci se obávají, aby jim v jejich nepřítomnosti nějak neublížil Záhoř, nezdárný syn bohatého sedláka Hrubeše dělající si na Lidku nároky.
Ze hřbitova vychází Vít, rozrušený a se sklopenou hlavou. Vesničané ho litují a Ivan mu nabízí přístřeší. Ale Vít odpovídá, že jeho matka neodešla, její duše vzlétla v nebeskou zahradu a jednou se zase shledají. V poetickém blouznění tvrdí, že je král a má korunu z hvězd, které popadaly o páteční noci. „Má matka hvězda, otec můj král. Otcem mým Bůh je, matku si vzal…“ Poté se však uklidní a rozmlouvá s poutníky o jejich cestě. Rád by je doprovodil, ale přece jen zůstane doma: vždyť Bůh je všude. Poutníci mi kromě toho připomínají, že nemá peníze ani potraviny na cestu, ale tomu se Vít jen směje. Prokop a Ivan odcházejí a na večerním nebi se objeví první hvězdy, mezi nimiž Vít, který náhle intenzivně pociťuje svou samotu, hledá maminku.

### 3. obraz
(Planina za vsí, hvězdná noc) Vít opustil rodnou hájenku a s holí a rancem chce odejít do světa tam, kam ho Bůh pošle. Zastaví se v polích za vsí u skály Panny Marie s Jezulátkem a andělíčky. Je hvězdná noc a Vít usíná. Zdá se u sen, ve kterém si andělé hrají s Ježíškem a házejí si s hvězdami jako s míčky. Vít je nejprve nesměle pozoruje a pak se zapojí do hry.
Přichází ponocný Jonáš a vytrubuje. Nachází spícího Víta, a protože je pozdě v noci a zima, zatřese jím a probouzí ho. Hvězdy zmizely, ale kolem poletují svatojánské mušky. Vít je dosud okouzlen svým snem a chytá světlušky, které považuje za hvězdy. Ponocný se pomatence útrpně ujímá a odvádí ho zpátky do vsi.

### 4. obraz
(Před roztrhanou chalupou na širé pláni, za časného jitra) Celý kraj trpí hladem a nouzí, již tři roky se neurodilo. Před chudičkou chalupou leží v trávě stará babička a její slepá vnučka Jana. Babička se probouzí z dřímoty a vypráví krásný sen, který se jí zdál: Nejprve bloudila bosa v mrazivém lese, ale pak ji potkala její nebožka matka a odvedla na teplou kvetoucí mez. Okolo nich si hrály její mladší sestry. Babička se cítila nesmírně šťastná. „Je láska mateřská jako láska Boží.“ Škoda, že ji ze sna vzburcoval hlad.
Přibližují se Prokop a Ivan. Vzpomínají na všechnu bídu, kterou cestou viděli. Ivan by chtěl pomoci, ale Prokop ho pobízí, aby se nezdržoval na cestě za hlavním cílem, Kristovým hrobem. Osvěžují se u studny a nacházejí obě nebohé ženy. Prokop jim dává napít a Ivan se s nimi dělí o zbytek chleba, pak ale odcházejí. Babička a Jana vědí, že zahynou, nedostane-li se jim Boží pomoci.

### 5. obraz
(Před Prokopovou chalupou za májové noci) Vít sedí pod stromem na návsi své rodné vesnice. Přichází lakomý sedlák Hrubeš a domnívaje se, že jej nikdo nepozoruje, zakopává své peníze, které prohlašuje za svou jedinou lásku. Sotva je zahrabe, narazí na svého syna Záhoře. Vyčítá mu marnotratnost a nezřízený život, rozcházejí se ve zlém. Pod okna Prokopova domu míří Václav s lidovými muzikanty zazpívat Lidce dostaveníčko. Lidka otevírá okenice a padá Václavovi do náručí. Oba si slibují věrnou lásku, pak se loučí. Odcházejícího Václava napadne Záhoř s nožem v ruce. Ale Vít vyskočí a podaří se mu Záhořovi zbraň vyrazit. Vrah utíká a Václav Vítovi vřele děkuje.
Když Vít osamí, je otřesen tolika různými projevy lásky. Která láska je však tak pravá? Zmocňuje se ho myšlenka, že láska je jen v Kříži, a rozhoduje se vydat po stopách Prokopa a Ivana do Svaté země.

### 6. obraz
(Jeruzalémská svatyně) Chrám Božího hrobu je naplněn pestrou směsicí věřících z celého světa, kteří se modlí a líbají zem. Zní velebný zpěv viditelného i neviditelného sboru na slova 68. žalmu „Povstane Hospodin“. Prokop a Ivan jsou u cíle, ale přestože se již tři dny pokoušejí prodrat ke svatému místu, davu stále přibývá. Náhle v chrámu nastane tma, jen nejsvětější místo nad hrobem se rozzáří a objeví se tajemná klečící postava s blaženým výrazem ve tváři, v níž Prokop a Ivan rozeznávají Víta. Věřící volají „Zázrak! Zázrak!“

### 7. obraz
(Scéna jako ve 4. obraze, časné jitro) Babička a Jana opět leží před chatrčí. Ivanův chléb již dávno dojedly a hrozí jim smrt hladem. Jana babičku utěšuje jasnozřivým viděním, že v nouzi je Bůh nejblíže. V té chvíli vstupuje Vít. Nevidomá Jana jej v extatickém nadšení rozeznává jako Božího sluhu provázeného anděly. Vít je dojat; poznává, že došel do vlastní „svaté země“, a dává oběma ženám svůj chléb i trochu peněz.
Právě tudy cestou zpět do vlasti procházejí Prokop a Ivan. Vidí Víta a diví se, že sem z Jeruzaléma dorazil dříve než oni. Ale Vít jim vysvětluje, že se sice vydal za nimi, ale do svatého města nikdy nedošel. Poutníci poznávají, že jejich představa zbožného života byla mylná a že jejich pouť byla až do tohoto okamžiku marná. Smířeni odcházejí domů. Vít se rozhodne zůstat. Babička usíná. Vít s Janou poznávají vzájemnou lásku: „Nás vede láska, láska je všecko.“

## Nahrávky
Z Blouda byl dosud nahrán pouze první obraz bez instrumentálního úvodu. Zpívají (Barbora) Věra Krilová a (Vít) Ivo Žídek, Symfonický orchestr Československého rozhlasu v Praze diriguje Josef Hrnčíř. Jedná se o nahrávku Československého rozhlasu v Praze pořízenou roku 1959 ke 100. výročí skladatelova narození. Radioservis, a.s., ji roku 2009, v roce 150. výročí, vydal na CD Josef Bohuslav Foerster: Scény z oper (CR0461-2).